# Revolta Indígena de Reritiba
A Revolta Indígena de Reritiba foi um conflito ocorrido entre 1742 e 1746 no aldeamento jesuítico de Reritiba, localizado no sul da capitania do Espírito Santo, e que constituiu uma das principais manifestações de resistência dos povos originários durante a colonização portuguesa no Brasil. A rebeldia esteve diretamente relacionada à luta dos indígenas aldeados por maior autonomia frente à tutela exercida pelos missionários da Companhia de Jesus, embora também tenha sido permeada por disputas internas envolvendo lideranças indígenas. Contou ainda com a interferência de colonos que viviam nas cercanias do aldeamento, principalmente da vila de Guarapari, uma vez que eles tinham interesse em reduzir a influência jesuítica na região a fim de avançarem sobre as terras de Reritiba e tirar proveito da força de trabalho dos indígenas aldeados. Enquanto durou, a revolta ficou marcada pela expulsão dos jesuítas do aldeamento bem como pelo confronto entre os escravos da Companhia de Jesus e um grupo indígena liderado por Manuel Lobato. A rebelião só foi contida diante da intervenção das autoridades coloniais e a prisão dos principais líderes da insurgência após a instauração de uma devassa, o que garantiu o retorno dos missionários jesuítas ao aldeamento de Reritiba. O fim da revolta, no entanto, não representou o fim da animosidade na região, pois muitos indígenas do aldeamento, repudiando a administração jesuítica, desertaram de Reritiba e fundaram Orobó, uma comunidade rebelde que se recusava a aceitar a tutela missionária sobre os aldeados. A Revolta Indígena de Reritiba serviu como exemplo e modelo a outros aldeamentos, inspirando resistências indígenas nos anos posteriores.    

## Histórico
No dia 29 de setembro de 1742, o que era para ser uma comemoração transformou-se em um levante. Durante a celebração do dia de São Miguel, que costumava ocorrer no aldeamento de Reritiba todos os anos, uma briga começou após Manuel Álvares – um estudante da Companhia de Jesus – ter repreendido o indígena Fernando Silva por conta de seu “comportamento inconveniente” durante a solenidade. A rusga inflamou os ânimos dos aldeados, que tomaram partido de Fernando. O historiador Luís Rafael Araújo Corrêa argumenta que o episódio foi o estopim de uma série de insatisfações que os indígenas tinham em relação à administração jesuítica. De acordo com o autor, muitos aldeados se queixavam da vida regrada, das diversas obrigações e do controle estabelecidos pelo regime de tutela missionário existente em Reritiba, o que os incentivavam a buscar maior autonomia. 
Na tentativa de apaziguar a querela, os missionários do aldeamento foram substituídos por outros, vindos da região dos Goitacazes. A recepção dos indígenas aos novatos, contudo, foi hostil, obrigando os padres recém-chegados a se refugiarem na fazenda jesuítica de Muribeca. Diante do impasse, a situação foi momentaneamente solucionada com a intermediação de Antônio Siqueira de Quental, Arcediago do Rio de Janeiro, que conseguiu convencer os indígenas a aceitarem os novos missionários. Após meses de negociação, os religiosos assumiriam suas funções no dia 24 de janeiro de 1743.
Este não seria, porém, o fim do conflito. Embora o desgaste na relação entre os missionários e os aldeados tenha gerado tensões em Reritiba, disputas internas entre os indígenas e o interesse de pessoas de fora do aldeamento contribuíram para a retomada da revolta na região. Com o apoio de moradores de Guarapari, um grupo liderado pelo indígena Manuel Lobato tinha ido se encontrar no calor dos acontecimentos com o ouvidor-corregedor do Espírito Santo, Pascoal de Veras, na vila de São Salvador. O grupo liderado por Manuel Lobato repudiava o retorno dos missionários e intecionava assumir o protagonismo na administração do aldeamento. Lá eles receberam o aval do ouvidor-corregedor do Espírito Santo - interessado em reduzir a influência exercida pela Companhia de Jesus em sua jurisdição - para expulsar os jesuítas e assumir funções de mando na aldeia.
O bando retornou à Reritiba dois dias após a posse dos novos missionários, dispostos a cumprir as ordens que receberam do ouvidor-corregedor. O regresso da facção chefiada por Manuel Lobato reiniciaria o conflito no aldeamento. Os missionários não aceitaram as determinações e um violento confronto se sucedeu no local: de um lado os indígenas rebeldes que estavam ao lado de Manuel Lobato, de outro os escravos armados que agiam sob as ordens dos padres e os indígenas que se mantiveram leais aos jesuítas. A batalha resultou em mortes de ambos os lados e na prisão de líderes do levante, incluindo o próprio Manuel Lobato, deportado posteriormente para a colônia de Sacramento como punição. Mesmo diante da intervenção das autoridades, o conflito se arrastou até 1746, quando a situação chegou a ser controlada em Reritiba a partir de ações autorizadas pela Coroa portuguesa e os missionários puderam retornar. Contudo, a sedição dividiu de vez o aldeamento: insatisfeitos com a volta dos padres e com os rumos dos acontecimentos, um grupo significativo de indígenas desertou da missão, fundando a comunidade indígena rebelde de Orobó. Liderados por Manuel Lopes de Oliveira, sujeito que já havia ocupado o posto de capitão-mor em Reritiba e que perdeu de dois de seus filhos no confronto ocorrido na aldeia, os rebeldes rechaçavam o regime de tutela jesuítico e defendiam uma vida mais autônoma para os indígenas.
Orobó estava a apenas 9,6 quilômetros de distância de Reritiba e as tensões que levaram ao surgimento do novo povoado continuaram existindo. Os indígenas da comunidade rebelde, afeitos ao rompimento definitivo com os missionários, realizavam ataques, roubos e ciladas frequentes contra o aldeamento jesuítico, um verdadeiro incômodo para a atividade de evangelização. De nada adiantando as tentativas de paz e entendimento entre as duas comunidades, o padre superior de Reritiba mandou vir duas peças de artilharia da vila de Vitória para garantir a defesa da aldeia. O conflito estava armado.
Orobó tornou-se um péssimo exemplo aos aldeados e um perigo tanto para os missionários quanto para as autoridades coloniais. A comunidade tornou-se um espaço onde os indígenas viviam segundo as suas próprias vontades, sem a influência dos padres. Insubmissos, os habitantes impediam a entrada de qualquer autoridade no local. Tanto os emissários ligados à administração colonial quanto o Bispo, que buscava oferecer-lhes a crisma, foram recebidos com armas prontas para atacar. Além disso, sem contar com a direção espiritual católica, os índios de Orobó também não seguiam a doutrina cristã ou os sacramentos, mas apenas a liderança de Manuel Lopes de Oliveira.
A comunidade rebelde continuou a existir até o final da década de 1750, quando o novo contexto marcado pela expulsão dos jesuítas da América portuguesa, em 1759, e a adoção da política indigenista elaborada durante a administração do Marquês de Pombal mudaram a realidade no império português. Em uma realidade na qual visava-se integrar os indígenas à sociedade colonial como súditos indistintos aos demais, estimulando a interação e o casamento com os colonos, os rebeldes se reintegraram a antiga aldeia, convertida em vila com o nome de Benevente